# Blanche Paymal-Amouroux
Pour les articles homonymes, voir Paymal et Amouroux.
Blanche Paymal-Amouroux, née le 4 septembre 1860 à Paris où elle est morte le 14 février 1944, est une peintre française.

## Biographie

### Famille
Marie Joséphine Paymal est la fille d'Auguste Paymal, marchand de bois et de Léonie Amouroux.

### Formation et carrière artistique
Blanche Paymal-Amouroux est élève de Benjamin Constant, Jules Lefebvre à l’Académie Julian et d'Albert Maignan.
Ses peintures sont régulièrement exposées au Salon des artistes français. Elle est membre du Salon des artistes en 1896 et reçoit une mention honorable en 1898.
En 1889, après neuf années de vie commune, elle divorce du photographe Léon Joliot. Elle réside successivement rue de Saint-Quentin,  avenue de la Grande-Armée, rue Nouvelle, rue Scheffer, puis emménage au no 1 de la rue Charles-Dickens où elle décède en 1944.
En 1905, elle est nommée officier de l'Instruction publique.

## Salons

### Salon des Artistes français (Paris, Palais des Champs-Élysées)
- 1890 : Portrait de Mme *** (no 1856)[5]
- 1891 : "Ma grand'mère" (no 1280)

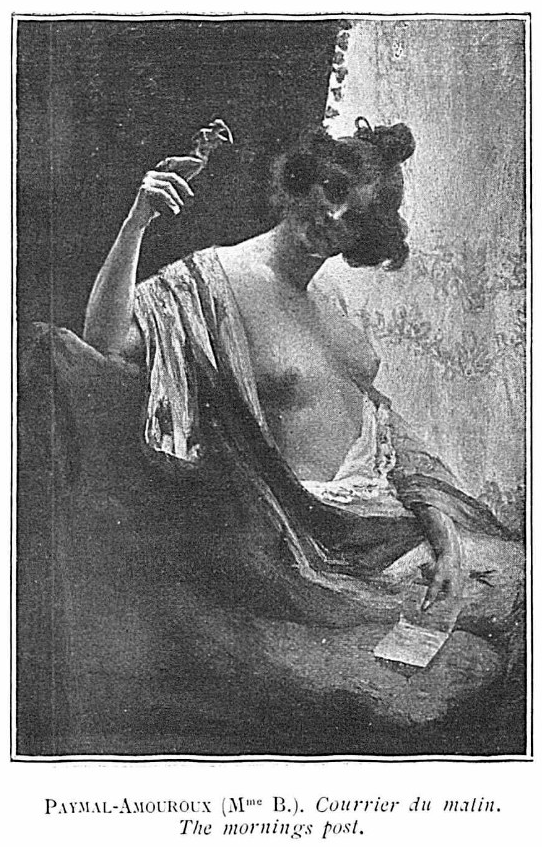
1903.

- 1892 : Pour les petits oiseaux (no 1324)
- 1893 : Une fausse note (no 1379)
- 1894 : La fête à Sosthène (no 1426), Quand j' s'rai député (no 1427)
- 1895 : Sans vocation (no 1490)
- 1898 : Portrait de M. L. J... (no 1584), Portrait de M. L. J... (no 1585)
- 1899 : Faits divers (no 1515), Portrait de Mme Rosine Laborde (no 1516)
- 1900 : Celle qu'on n'écoute pas (no 1032)
- 1901 : Portrait de Mme S. B...(no 1570)
- 1902 : Confidence (no 1273), Portrait de M.A. Chenevière (no 1274)
- 1903 : Courrier du matin (no 1377)
- 1904 : Portrait de Mme M. C... (no 1396)
- 1905 : Portrait de Mme C. F. (no 1470)
- 1907 : Portrait de Mistress M. (no 1236), Portrait de Mme D. (no 1235)

### Salon de Besançon

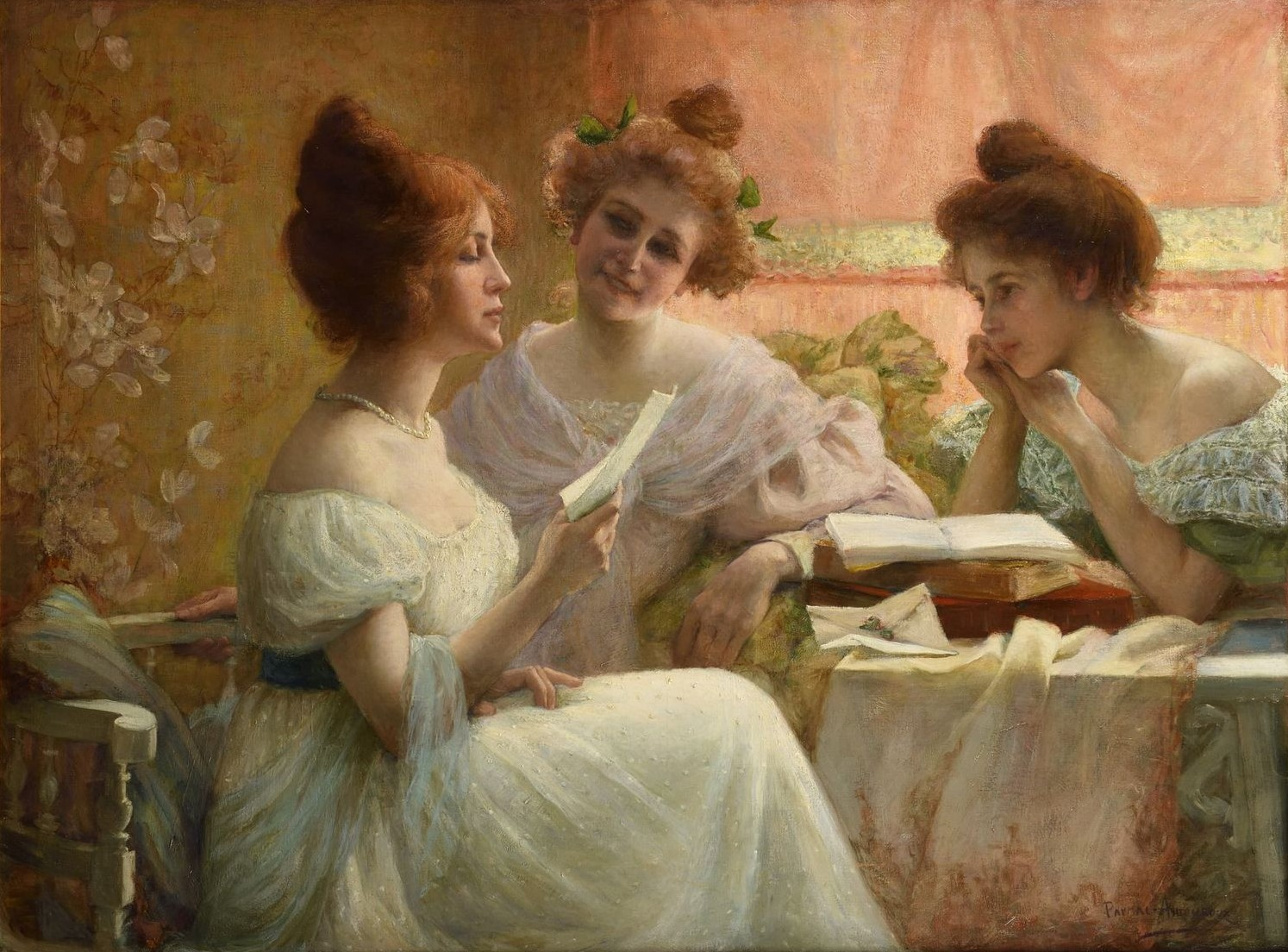
La lecture.

1893 : Arlequins, pastel

## Distinctions
- Officier de l'Instruction publique.

## Postérité
Son tableau daté de 1894 La fête à Sosthène est inclus dans le livre Women Painters of the World  qui donne un aperçu des femmes peintres les plus en vue jusqu'en 1905, date de publication de ce livre,. Il est conservé aujourd'hui au Musée des Beaux-Arts de Rouen.

## Galerie

Œuvres de Blanche Paymal-Amouroux
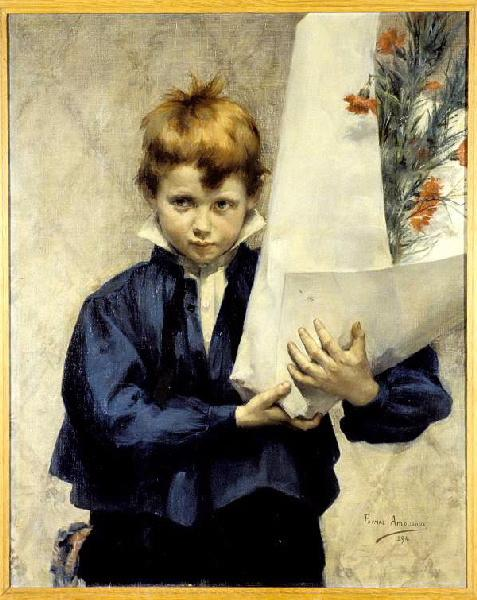
La fête à Sosthène (1894), Musée des Beaux-Arts de Rouen
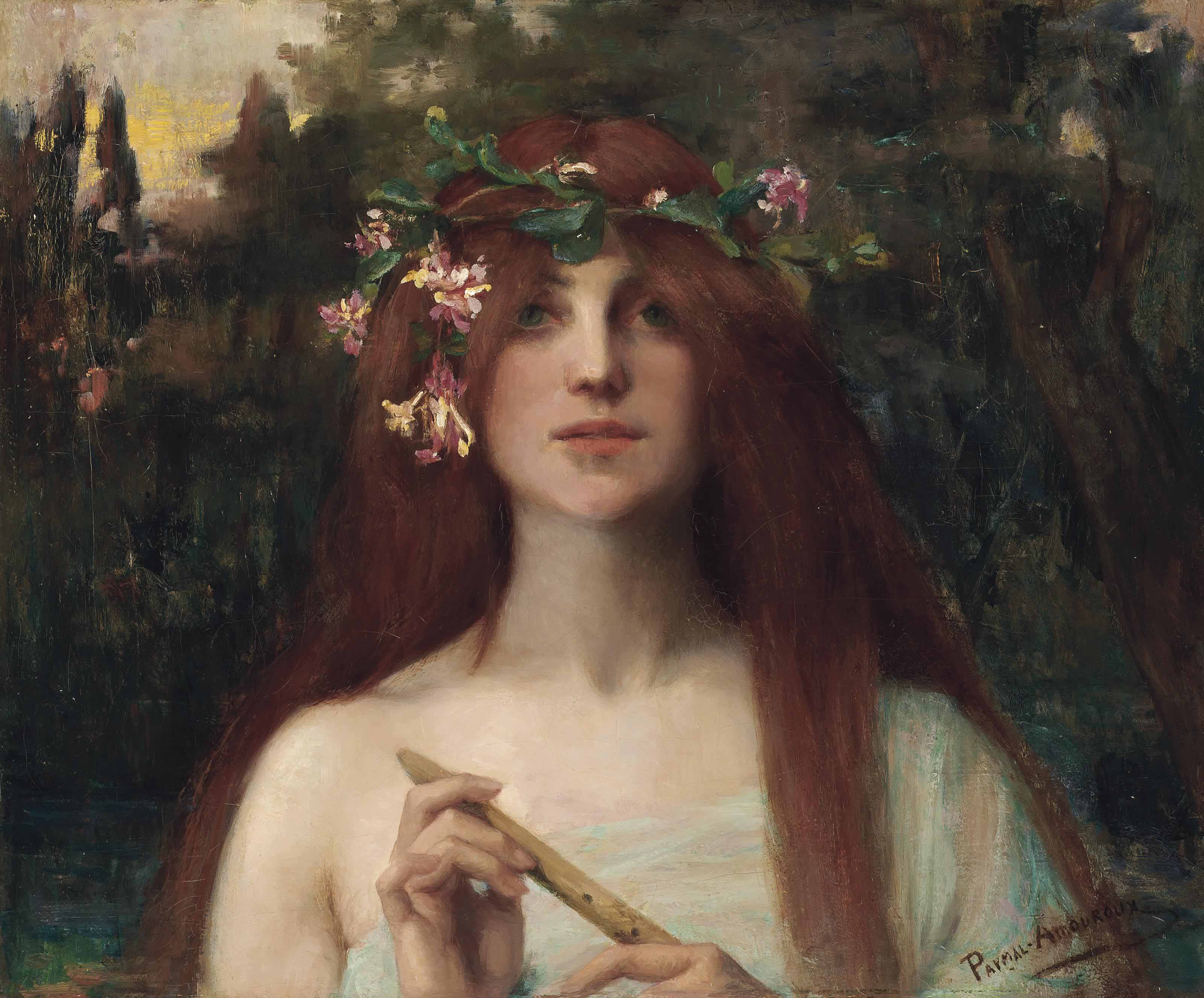
Nymphe (1899)
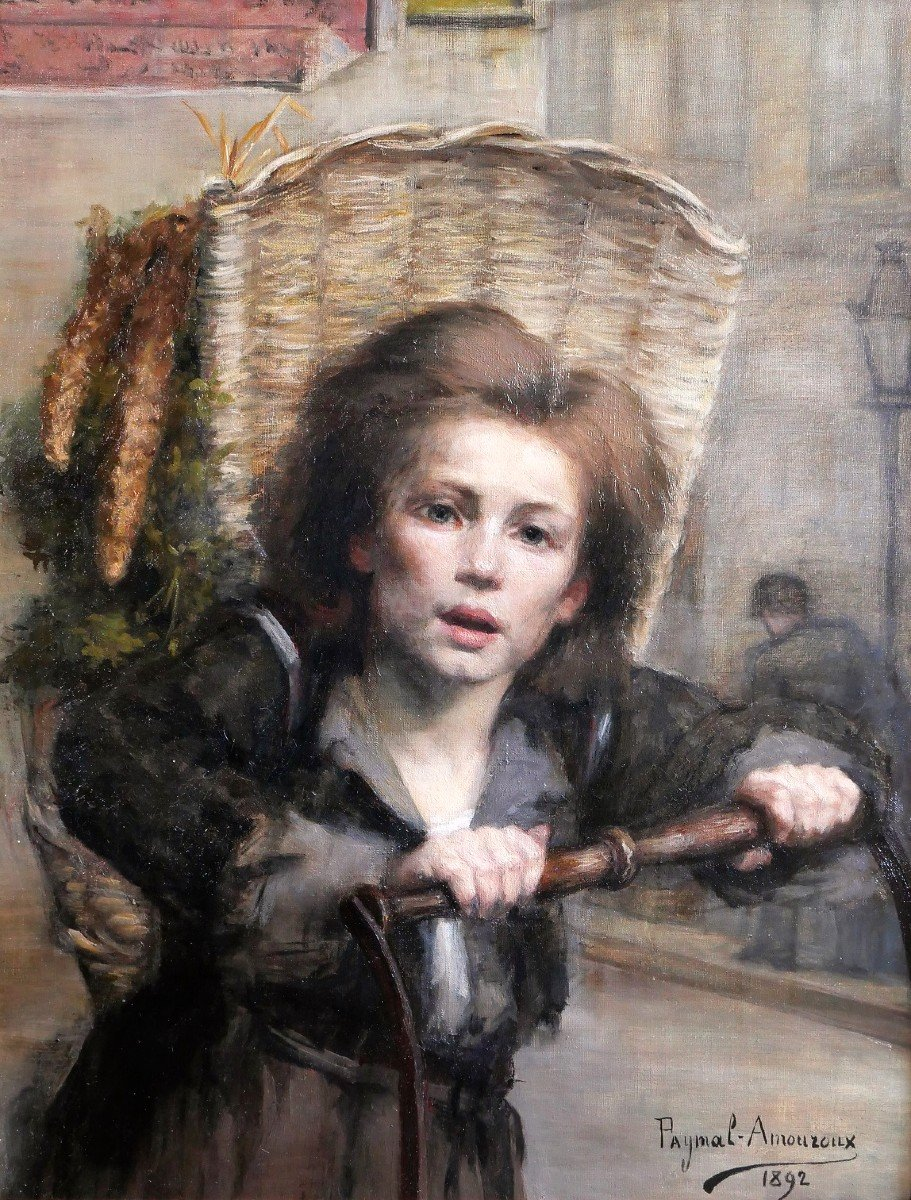
Le colporteur (1892)
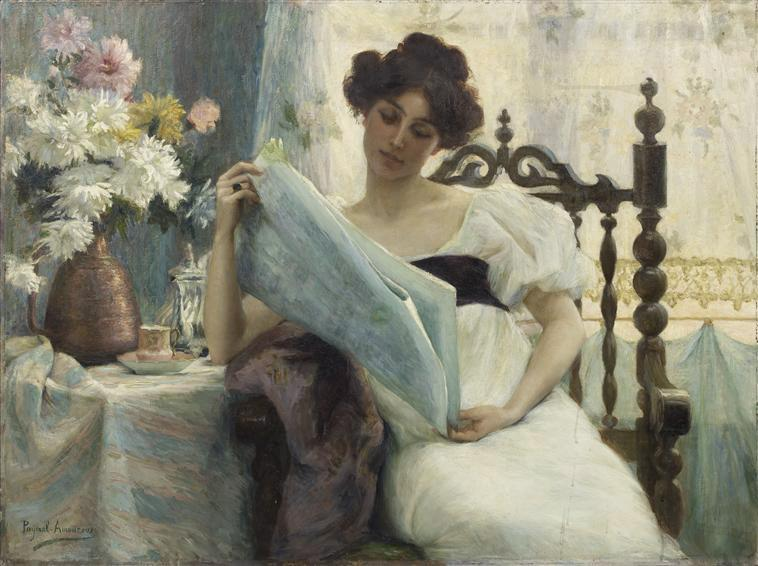
Faits divers, Musée Boucher-de-Perthes